# Айора
Айора (ісп. Ayora (офіційна назва), валенс. Aiora) — муніципалітет в Іспанії, у складі автономної спільноти Валенсія, у провінції Валенсія. Населення — 5469 осіб (2010).

## Географія
Муніципалітет розташований на відстані близько 270 км на південний схід від Мадрида, 75 км на південний захід від Валенсії.
На території муніципалітету розташовані такі населені пункти: (дані про населення за 2010 рік)
- Айора: 5297 осіб
- Касас-де-Мадрона: 125 осіб
- Сан-Беніто: 21 особа
- Ла-Вега: 26 осіб

## Демографія
Динаміка населення (INE ):